# Gardnerova zátoka

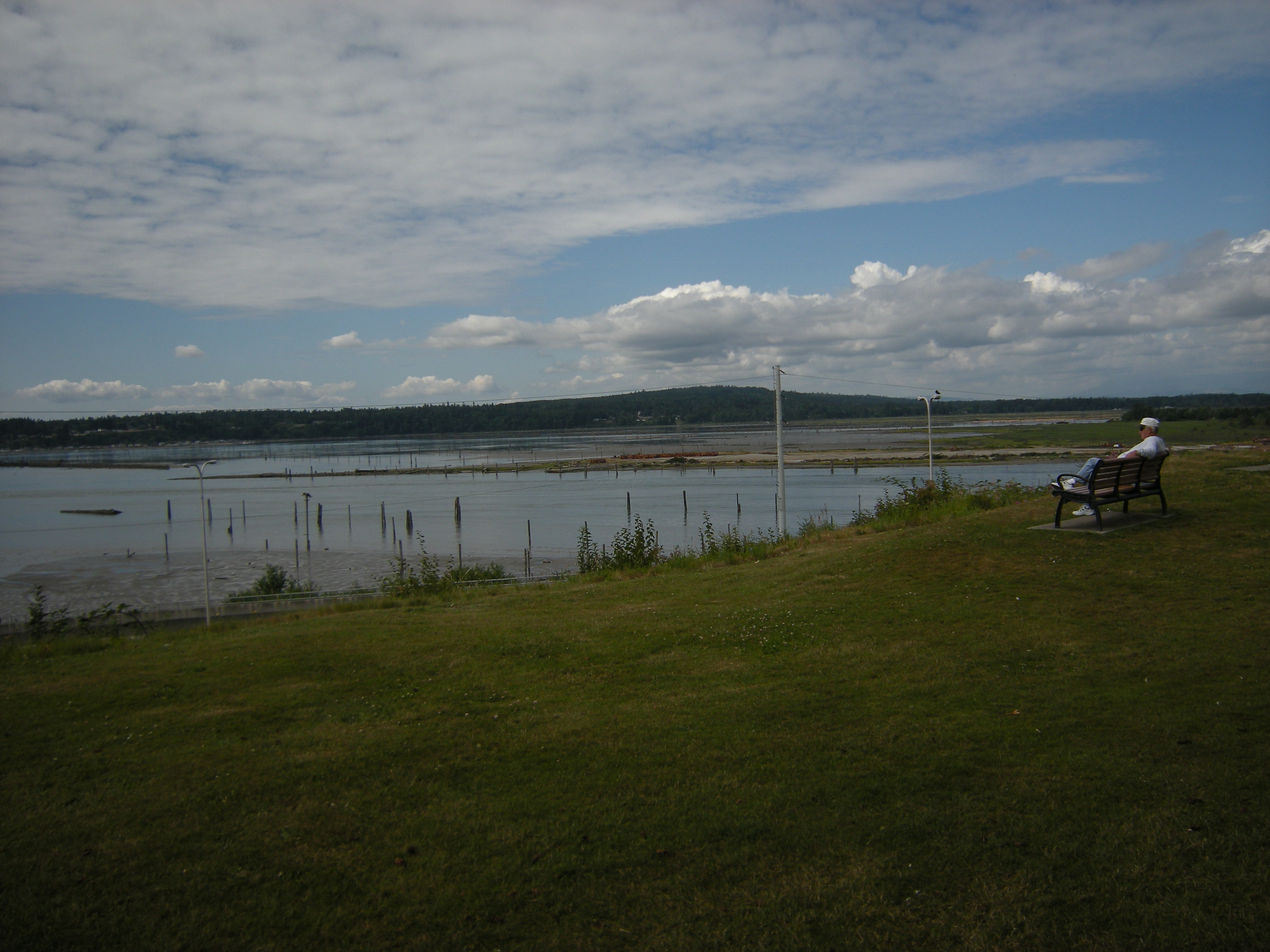
Zátoka z parku ve městě Everett.

Gardnerova zátoka je částí zálivu Possession v místě, kde se nachází město Everett v americkém státě Washington. Do zátoky se vlévá řeka Snohomish. Jméno ji dal George Vancouver, po svém bývalém veliteli, Alanu Gardnerovi. Původně ho zamýšlel pro celý Saratožský průliv, ale časem byla takto nazvána pouze tato zátoka.